# Красуха (електронско ратовање)
Красуха је руска породица система за електронско ратовање (ЕР). Развијена од стране Сверуског истраживачког института „Градијент“ (Ростов на Дону), новгородски погон „Квант “, који је део КРЕТ-а, учествовао је у производњи и тестирању прототипа. Серијску производњу овог система за електронско ратовање врши Брјанска електромеханичка фабрика .

## Намена
Заштита командних места, групација трупа, система ПВО, важних индустријских и административно-политичких објеката. Комплекс анализира врсту сигнала и делује на непријатељске радаре са ометањем зрачења. Сузбија шпијунске сателите, земаљске радаре и АВАКС системе авиона.

## Историја
Развој комплекса Красуха почео је средином 1990-их. Истовремено са комплексом 1РЛ257 „Красуха-4” развијен је и систем 1Л269 „Красуха-2”. Комплекси се међусобно разликују по саставу коришћене опреме („Красуха-2“ се прави на аналогној опреми, „Красуха-4“ на дигиталној  ), карактеристикама и коришћеној шасији. Комплекс Красуха-2 се монтира на БАЗ- 6910-022 8х8, а Красуха-4 се монтира на Камаз 8х8 . Информације које пружају увид у детаљнију разлику између ова 2 система су тајна.
Државна испитивања система су завршена 2009. године.

## Почетак испорука
Прве станице Красуха-2 испоручене су Оружаним снагама Русије 2012. године.
Први уговор о испоруци пет серијских производа „Красуха-4“ потписан је 26. маја 2011. године. Други државни уговор за производњу неутврђеног броја комплекса Красуха-4 закључен је као  23. априла 2012. године са Концерном „Радиоелектронске технологије“. По сличној шеми, 27. марта 2013. године потписан је трећи државни уговор са КРЕТ-ом за набавку комплекса Красуха-4 у количини од 18 јединица.

## Техничке информације
Технички детаљи комплекса су поверљиви. Тврди се да могућности активне станице за ометање омогућавају ефикасно суочавање са свим модерним радарским станицама. Према извештајима, систем за електронско ратовање Красуха-4 је у стању да омета не само сигнал непријатељских радарских станица, већ и радио-контролне канале за беспилотне летелице . Према речима Фјодора Дмитрука, генералног директора Брјанске електромеханичке фабрике, комплекс Красуха-2 укључује три возила са специјалном опремом, а комплекс Красуха-4 два.

### Тактичко-техничке карактеристике
Домет комплекса Красуха-4 се процењује на 150-300 километара.

## Ивозна варијанта
Системи су доступни за извоз од 2013. године.
Први систем је (званично) извезен августа 2021. године.

## Употреба
Ваздушно-космичке снаге Русије распоредиле су систем Красуха-4 у октобру 2015. на аеродрому Хмеимим током војне операције у Сирији  . Како наводи Независимаја газета, управо су уз помоћ система за електронско ратовање Красуха 17. априла 2018. године у Сирији оборене неке од америчких крстарећих ракете Томахавк лансиране на положаје сиријске владине војске. Систем Красуха је блокирао коришћење ГПС-аамеричким извиђачким дроновима.
Током маја 2020. године, систем Красуха-4 оборио је турски дрон Бајрактар ТБ-2 блокирањем система управљања и комукације. Према руским новинским агенцијама, у октобру 2020, систем елекронског ратовања Красуха-4 , распоређен у руској војној бази у Гјумрију, оборио је девет Турских Бајрактар ТБ-2 беспилотних летелица на територији Јерменије, током рата у 2020  .

## Корисници
- Русија
- Србија - Војска Србије је наручила системе Красуха 2 или 4.[14]